# Louis Charles Christopher Krieger
Louis Charles Christopher Krieger (Baltimore, 11 de fevereiro de 1873 - 31 de julho de 1940) foi um micologista e ilustrador botânico norte-americano, que descreveu várias espécies de fungos.

Krieger recebeu sua primeira educação em escolas luteranas de sua cidade natal. Ele mostrou talento artístico desde muito cedo, e aos 13 ano ingressou no Maryland Institute College of Art.